# Экстранд, Йоэль
Ларс Хенинг Йоэль Экстранд (швед. Lars Hening Joel Ekstrand; 4 февраля 1989, Лунд, Швеция) — шведский футболист, защитник. Выступал в сборной Швеции.

## Клубная карьера
Экстранд — воспитанник клуба «Хельсингборг». В 2008 году он дебютировал в Аллсвенскан лиге. 10 мая 2010 года в поединке против «Ефле» Йоэль забил свой первый гол за команду. В том же году он завоевал серебряные медали шведского первенства и стал обладателем Кубка Швеции.
В начале 2011 года Экстранд перешёл в итальянский «Удинезе». Сумма трансфера составила 1,8 млн. евро. 8 мая в матче против «Лацио» он дебютировал в Серии А, заменив во втором тайме Алексиса Санчеса. 16 августа в поединке против лондонского «Арсенала» Йоэль дебютировал в Лиге чемпионов.
Из-за высокой конкуренции Экстранд редко выходил на поле и в 2012 году на правах аренды перешёл в английский «Уотфорд». 2 октября в матче против «Чарльтон Атлетик» он дебютировал в Чемпионшипе. 23 февраля 2013 года в поединке против «Дерби Каунти» Йоэль забил свой первый гол за «лосей». В новом клубе он быстро завоевал место в основе и по окончании сезона «Уотфорд» выкупил трансфер Экстранда у итальянской команды. В 2015 году Йоэль вместе с командой вышел в Премьер-лигу. В 2016 году он покинул команду и без особого успеха играл за «Бристоль Сити» и «Ротерем Юнайтед».

## Международная карьера
В 2009 году в составе молодёжной сборной Швеции Экстранд принял участие в домашнем молодёжном чемпионате Европы.
23 января 2010 года в товарищеском матче против сборной Сирии Йоэль дебютировал за сборную Швеции.

## Достижения
Командные
 «Хельсингборг»
- Обладатель Кубка Швеции — 2010